# Emma Lyons
Emma Lyons (ur. 14 czerwca 1987) – brytyjska lekkoatletka specjalizująca się w skoku o tyczce.
Złota medalistka mistrzostw Wiellkiej Brytanii, Anglii oraz Walii. Dwukrotnie reprezentowała Wielką Brytanię w młodzieżowych mistrzostwach Europy, zajmując 10. (2007) i 12. (2009) lokaty.

## Rekordy życiowe
- skok o tyczce (stadion) – 4,25 (2010)
- skok o tyczce (hala) – 4,31 (2009)